# Eleccions municipals espanyoles de 1999
Les eleccions municipals espanyoles de 1999 foren convocades el 13 de juny de 1999 i foren les sisenes eleccions municipals convocades a Espanya segons la regulació de la Constitució Espanyola de 1978 mitjançant eleccions per sufragi universal. A les eleccions optaven les llistes dels regidors dels diferents partits, i els electes finalment votaven l'alcalde. Coincidiren amb les terceres eleccions autonòmiques de 13 comunitats autònomes (és a dir, totes llevat Catalunya, País Basc, Galícia i Andalusia) i al Consell General de la Vall d'Aran.
El partit que va obtenir més vots i regidors arreu d'Espanya fou el Partit Popular, que guanyaria per majoria absoluta a les eleccions generals espanyoles de 2000. El PSOE va restar com a segona força política municipal però amb només 40.000 vots menys que el PP i recupera força posicions. Izquierda Unida es manté com a tercera força però perd gairebé la meitat de vots a causa de diverses escissions i al fet que ICV es presentà pel seu compte; després quedaren CiU i EAJ-PNV (que es presenta en coalició amb EA). El CDS perd encara més vots tot i mantenir una única alcaldia.

## Resultats globals a nivell estatal
En total van votar arreu d'Espanya 21.297.014 persones (el 63,99% del cens), d'elles 415.401 en blanc (1,95%). Els resultats dels principals partits fou:
| ← Eleccions municipals de 1999 →                              |           |       |                  |                    |                    |                               |
| Partit                                                        | Vots      | %     | Regidors (total) | Regidors (ciutats) | Alcaldes (ciutats) | Alcaldes (capital provincial) |
| Partit Popular - UPN                                          | 7.334.135 | 34,44 | 24.623           | 921                | 32                 | 29                            |
| PSOE/PSC-PSOE/PSE-EE                                          | 7.296.484 | 34,26 | 21.917           | 868                | 39                 | 15                            |
| IU/EUiA                                                       | 1.387.900 | 6,52  | 2.295            | 118                | 1                  | 1                             |
| CiU                                                           | 774.074   | 3,63  | 4.089            | 69                 | 1                  | 1                             |
| EAJ-PNV -EA                                                   | 411.274   | 1,93  | 1.206            | 40                 | 2                  | 1                             |
| Partit Andalusista                                            | 355.684   | 1,67  | 544              | 52                 | 3                  | -                             |
| BNG                                                           | 290.187   | 1,36  | 586              | 47                 | 3                  | 1                             |
| Euskal Herritarrok                                            | 272.446   | 1,28  | 890              | 24                 | -                  | -                             |
| Coalició Canària                                              | 267.773   | 1,26  | 432              | 47                 | 3                  | 1                             |
| ICV                                                           | 227.045   | 1,07  | 284              | 37                 | -                  | -                             |
| ERC -Els Verds                                                | 225.576   | 1,06  | 677              | 14                 | -                  | -                             |
| BNV - Els Verds                                               | 113.747   | 0,53  | 234              | 1                  | -                  | -                             |
| Unió Valenciana                                               | 108.639   | 0,51  | 229              | -                  | -                  | -                             |
| GIL                                                           | 87.743    | 0,42  | 93               | 34                 | 1                  | -                             |
| Partit Aragonès Regionalista                                  | 87.493    | 0,42  | 925              | 9                  | -                  | -                             |
| Los Verdes                                                    | 65.564    | 0,31  | 14               | -                  | -                  | -                             |
| CDS                                                           | 63.964    | 0,30  | 281              | 2                  | 1                  | 1                             |
| Chunta Aragonesista                                           | 54.614    | 0,26  | 80               | 8                  | -                  | -                             |
| PRC                                                           | 49.898    | 0,23  | 217              | 2                  | -                  | -                             |
| PSM-NM                                                        | 41.391    | 0,19  | 116              | 3                  | -                  | -                             |
| Unión del Pueblo Leonés                                       | 39.321    | 0,18  | 167              | 7                  | -                  | -                             |
| URAS                                                          | 36.036    | 0,17  | 83               | 1                  | -                  | -                             |
| PDNI                                                          | 29.300    | 0,13  | 67               | -                  | -                  | -                             |
| Unió Mallorquina                                              | 24.501    | 0,12  | 68               | 1                  | -                  | -                             |
| PADE                                                          | 23.865    | 0,12  | 32               | 4                  | -                  | -                             |
| Federació d'Independents de Catalunya (FIC)                   | 22.597    | 0,11  | 180              | -                  | -                  | -                             |
| Federació Nacionalista Canària (PNC - PIL - IF)               | 22.363    | 0,11  | 40               | -                  | -                  | -                             |
| Democràcia Gallega                                            | 18.095    | 0,09  | 36               | -                  | -                  | -                             |
| TC-PNC                                                        | 16.782    | 0,08  | 45               | 3                  | -                  | -                             |
| Partíu Asturianista                                           | 16.187    | 0,08  | 12               | -                  | -                  | -                             |
| ICV/EHE                                                       | 15.111    | 0,07  | 2                | 2                  | -                  | -                             |
| Pacte Progressista de les Pitiüses (PSIB - EU-EV - ENE - ERC) | 14.988    | 0,07  | 37               | 37                 | -                  | -                             |
| CDN                                                           | 14.573    | 0,07  | 25               | 3                  | -                  | -                             |
| Partit Humanista                                              | 13.764    | 0,07  | -                | -                  | -                  | -                             |
| Partit de Gran Canària                                        | 13.150    | 0,07  | 2                | 1                  | -                  | -                             |
| URCL                                                          | 13.041    | 0,06  | 124              | -                  | -                  | -                             |
| Partit per la Independència                                   | 12.820    | 0,06  | 9                | -                  | -                  | -                             |
| Independientes Portuenses                                     | 11.424    | 0,05  | 11               | 11                 | 1                  | -                             |
| Coalición Extremeña (EU - PREX)                               | 10.548    | 0,05  | 50               | -                  | -                  | -                             |
| Iniciativa Independent d'Alacant                              | 10.122    | 0,05  | 22               | -                  | -                  | -                             |
| Esquerda de Galicia - Os Verdes                               | 10.146    | 0,05  | 10               | -                  | -                  | -                             |
| Plataforma de Independientes de España (PIE)                  | 9.683     | 0,04  | 35               | -                  | -                  | -                             |
| Unidad Alavesa                                                | 9.675     | 0,04  | 9                | 2                  | -                  | -                             |
| Partido Riojano                                               | 9.669     | 0,04  | 58               | 1                  | -                  | -                             |
| UPCA                                                          | 9.179     | 0,04  | 29               | -                  | -                  | -                             |
| C.I. El Partido de Castilla y León                            | 8.679     | 0,04  | 18               | -                  | -                  | -                             |
| Extremadura Unida                                             | 8.641     | 0,03  | 50               | -                  | -                  | -                             |
| FE JONS                                                       | 7.646     | 0,03  | 2                | -                  | -                  | -                             |
| CUP                                                           | 5.027     | 0,02  | 13               | -                  | -                  | -                             |
| Unitat Popular Andalusa                                       | 2.788     | 0,02  | 9                | -                  | -                  | -                             |
| PCPE                                                          | 2.045     | 0,01  | 2                | -                  | -                  | -                             |